# Seymour Benzer
Seymour Benzer (Nova Iorque, 15 de outubro de 1921 — Pasadena, 30 de novembro de 2007) foi um biofísico, biólogo molecular e geneticista comportamental estadunidense. Sua carreira começou durante a revolução da biologia molecular na década de 1950, e ele ganhou destaque nos campos da genética molecular e comportamental.

## Biografia
Benzer nasceu em South Bronx, filho de Meyer B. e Eva Naidorf, ambos judeus da Polônia. Uma das primeiras experiências científicas de Benzer foi dissecar sapos que ele pegara quando menino. Em uma entrevista a Caltech, Benzer também se lembrou de ter recebido um microscópio em seu 13º aniversário, "e isso lhe abriu o mundo inteiro". O livro "Arrowsmith" de Sinclair Lewis influenciou fortemente o jovem Benzer, e ele até mesmo imitou a caligrafia de Max Gottlieb, um personagem cientista do romance. Benzer se formou na New Utrecht High School aos 15 anos de idade.